# Aphelia unitana
Aphelia unitana là một loài bướm đêm thuộc họ Tortricidae. Nó được tìm thấy ở Ireland và Đảo Anh, phía đông Fennoscandia và miền trung và tây nam châu Âu tới Nga và Cận Đông.

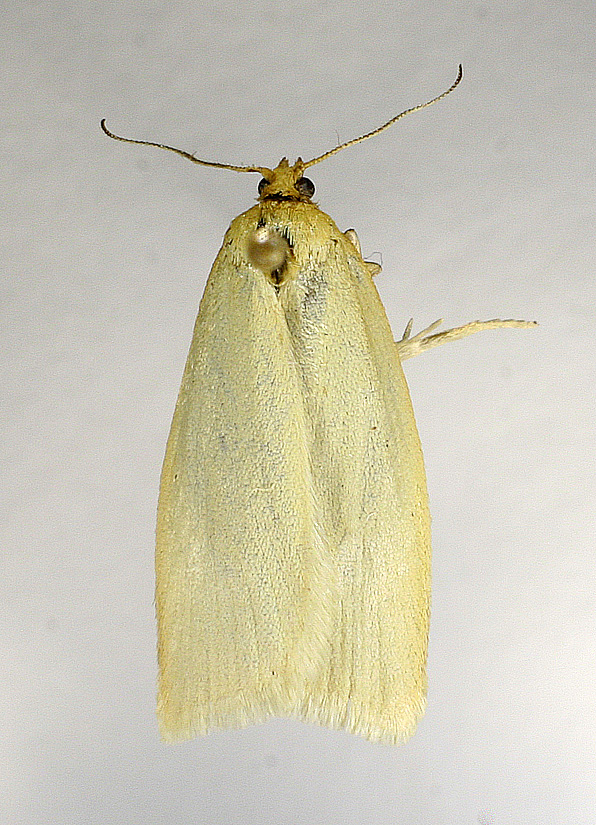

Sải cánh dài 17–24 mm. Con trưởng thành bay từ tháng 6 đến tháng 7.
Ấu trùng ăn các loài low-growing plants, bao gồm Heracleum và Rubus khác nhau. They feed between spun leaves.